# Engenoi
Engenoi (tschetschenisch Энгана) ist ein Dorf im Bezirk Noschai-Jurt, dem Verwaltungszentrum von Noschai-Jurtowski rajon der Tschetschenischen Republik.

## Geographische Lage
Das Dorf liegt am rechten Ufer des Flusses Aksai, 14 km südwestlich des regionalen Zentrums Noschai-Jurt und 75 km südöstlich der tschetschenischen Hauptstadt Grosny. Die nächstgelegenen Siedlungen sind im Norden die Dörfer Sayasan und Masi-Khutor, im Nordosten das Dorf Khochi-Ara, im Osten die Dörfer Gendergen und Pachu, im Süden die Dörfer Gurzhi-Mokhk und Benoi, im Südwesten das Dorf Tsentaroy und im Westen die Dörfer Gordali und Bas-Gordali.

## Geschichte
Der Legende nach hatten die Vorfahren der Enganois aus den Teips (Clans) der Gordalier, Dattakhois und Chechchalkhois miteinander verwandtschaftliche Beziehungen. Das Dorf Engenoi wurde nach einer bisher nicht erforschten Tragödie vom Ostkamm des Tergan-Duk (Schildkamm) zum Westhang verlegt. Nach der Deportation der Tschetschenen und Inguschen und der Abschaffung der Tschetscheno-Inguschischen
ASSR wurde das Dorf Engenoi 1944 in Betli umbenannt und von Menschen aus dem Dorf Betli im Bezirk Untsukul der Dagestanischen ASSR besiedelt. Nach der Wiederherstellung der Autonomen Sozialistischen Sowjetrepublik Tschetscheno-Inguschetien wurde die Siedlung 1958 auf ihren früheren Namen Engenoi zurückgeführt, und die Dagestanis wurden nach Dagestan zurückgesiedelt.